# Rusguniae
Rusguniae est un site archéologique antique, situé dans la commune d'El Marsa, dans la wilaya d'Alger, en Algérie.

## Cadre général
Rusguniae se situe au nord-est de la baie d’Alger, en face de la ville d’Alger, l’antique Icosium. Le site se trouve entre l’actuelle Tamentfoust (anciennement Laperouse) et Bordj-El-Bahri (« Cap Matifou », à distinguer toutefois du cap éponyme qui ferme la baie d’Alger à l’est). Rusguniae était implantée le long du rivage. De nos jours, pratiquement plus de vestiges demeurent visibles, en raison du pillage de la plupart des constructions anciennes et du développement urbain qui a recouvert le site, tout comme la région environnante.
À cause de l’urbanisation galopante de ces dernières décennies, qui a complètement modifié le paysage naturel de la région, il vaut mieux s'appuyer sur la description qu’en a faite Berbrugger au début de la colonisation française pour mieux comprendre la géographie de la région dans son contexte historique. La baie d’Alger et le golfe de Bengüt, où se trouve Rusguniae, peuvent être décrits globalement comme deux demi-cercles se touchant au cap (maritime) du Matifou, délimitant un territoire bien précis. La nature, largement préservée en ce début du XIXe siècle, semblait isoler cette région des zones environnantes. Seule la tribu des Haraouas (qui donna son nom à la ville éponyme) y résidait, exploitant les terres entre les collines et la Méditerranée.

### Cadre historique et archéologique
Gsell, au début du XXe siècle, recense dans son « Atlas archéologique de l’Algérie » (AAA) les traces archéologiques connues à son époque. Parmi celles-ci, on retrouve une statue en marbre d’une femme près des culées d’un pont sur le Hamiz, ainsi qu’un pont situé sur le Bouria (Bouriah), un affluent du dernier. Gsell rapporte, dans ce qui semble être l’actuelle Ain el Beida (Zerzouria) a quelques kilomètres de Rusguniae, un réseau de canaux antiques, des vestiges de constructions et une carrière, considérés comme romains par Berbrugger. Seule la carrière, identifiée comme étant celle de Maherzat, subsiste encore aujourd’hui.
Plus à l’est, Gsell mentionne à Djezair el Kodra (seule l’actuelle Ain-Chorb, anc. Surcouf, à l’est de Ain-Taya pourrait y correspondre), un ancien îlot désormais rattaché à la terre par ensablement, où Berbrugger aurait identifié des « ruines romaines assez étendues », dont il ne subsiste de trace ni sur le terrain, ni dans la littérature. À proximité d’une source, Ain-Chrob ou H'rob (traduisible dans un bien douteux « Bois et enfuis-toi »), des vestiges antiques auraient été signalés. D’autres ruines de moindre importance auraient été repérées à Réghaïa ainsi que les restes d’un camp romain sur l’Oued Boudaou. Plus à l’ouest, près de l’embouchure de l’Oued-el-Harrach, Gsell discute de la possibilité de ruines de la ville de Saça, bien que celles-ci n’aient pas encore été retrouvées. Enfin, à un kilomètre de Maison-Carrée (aujourd’hui El-Harrach), une inscription libyque a été relevée, témoignant de l’histoire ancienne de la région.

### Choix du site

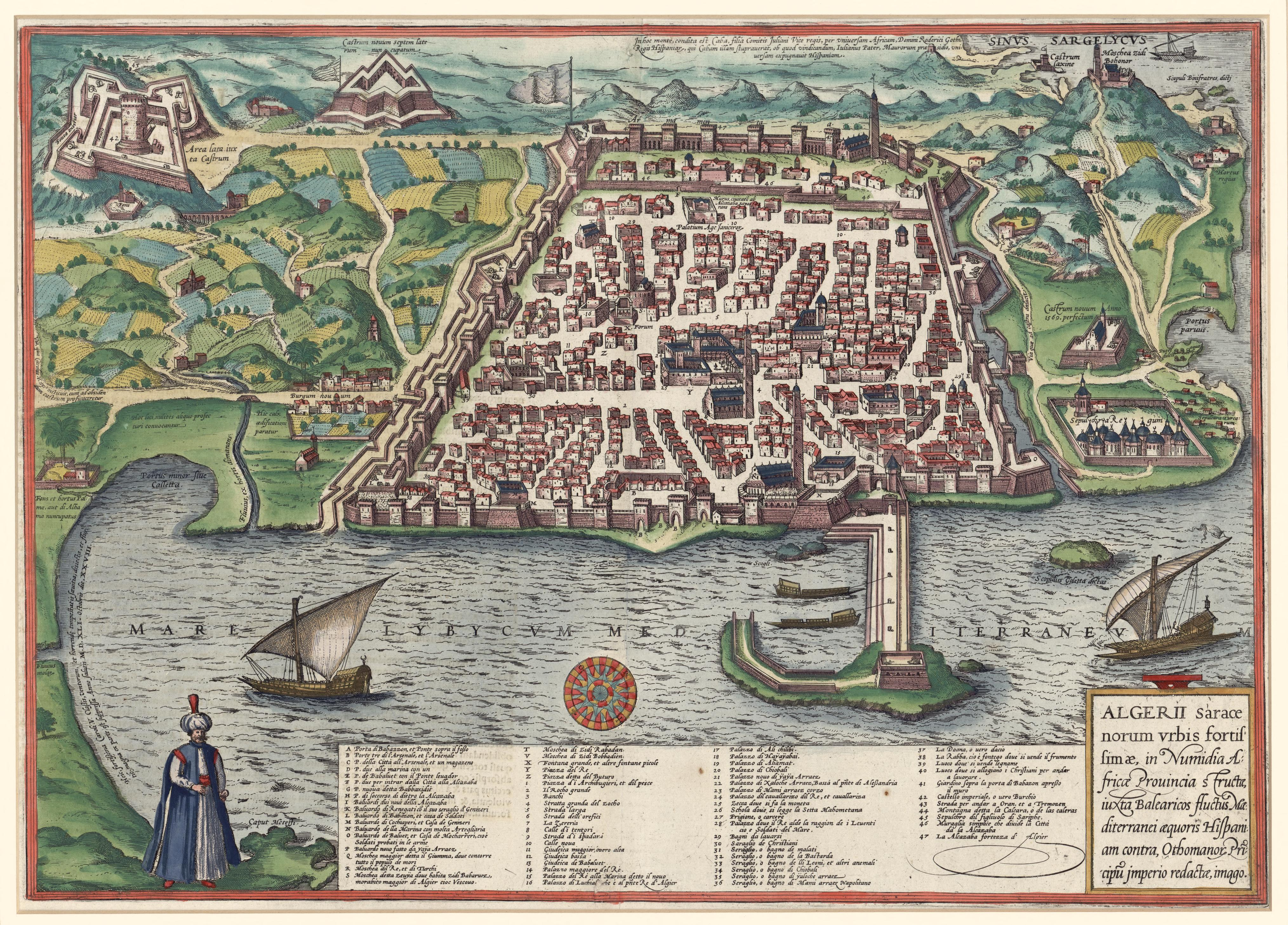
Baie d'Alger au XVIe siècle

Le choix du site de Rusguniae a sans doute été dicté par sa situation géographique privilégiée, puisqu’il offre une protection naturelle contre les vents estivaux et les rafales, ce qui en fait un refuge sûr pour la navigation maritime. Cette position stratégique explique peut-être la redondance avec le site d’Icosium, situé juste en face dans la baie d’Alger, mais exposé aux vents nord-ouest et nord-est en raison de l’ouverture de sa baie,,

### Classement du site
En janvier 2008, une instance de classement a été ouverte pour le bien culturel désigné sous le nom de "l'antique Rusguniae". Le site archéologique, délimité au nord par la route provenant de Aïn Taya, au sud par le quartier des Ondines, à l'est par la route provenant d'Alger-plage, et à l'ouest par le chemin des ruines n° 2, bénéficiait d'une zone de protection étendue jusqu'à 200 m des limites.

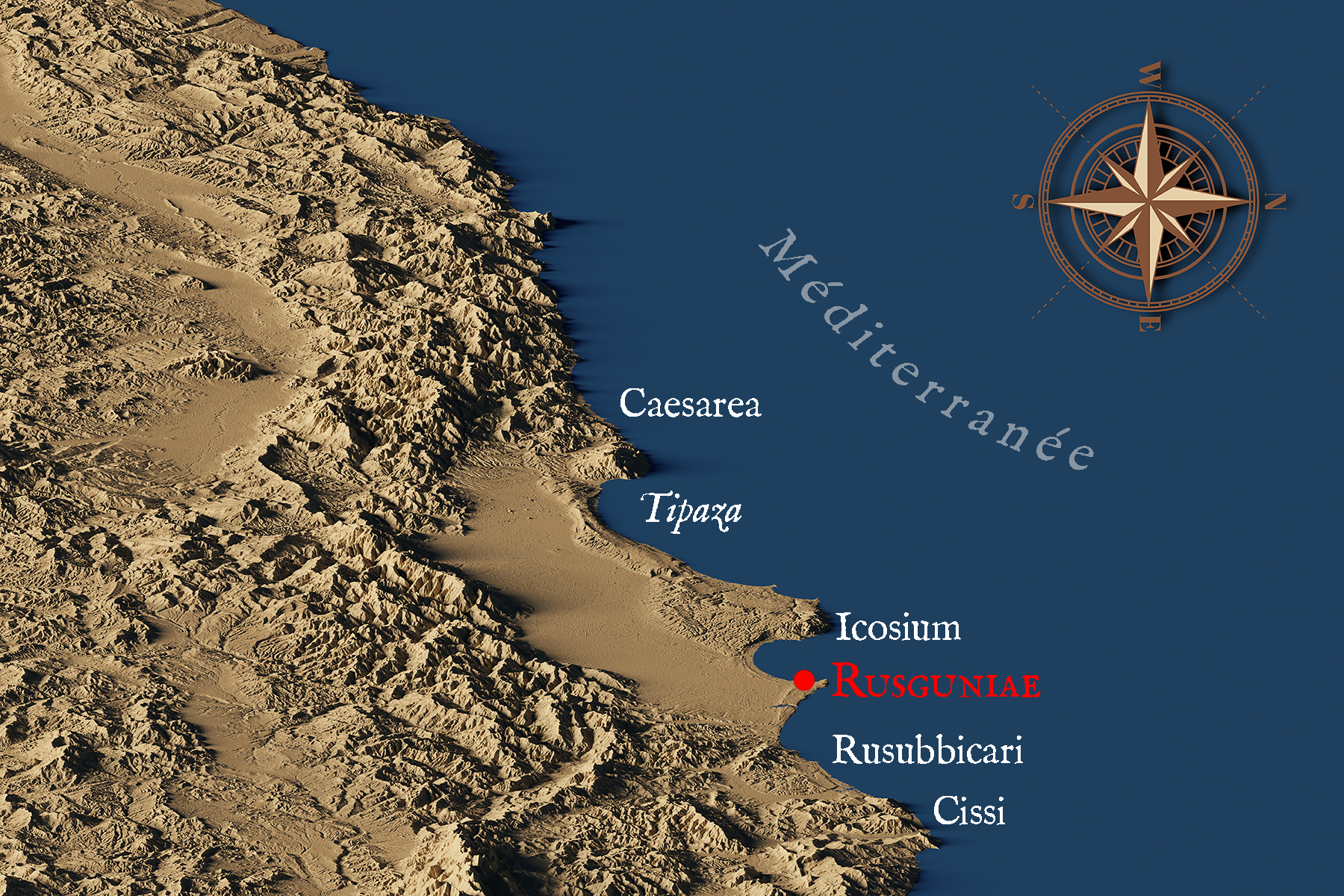
Vue d'est en ouest de la côte algérienne visualisant la position de Rusginiae (en rouge)

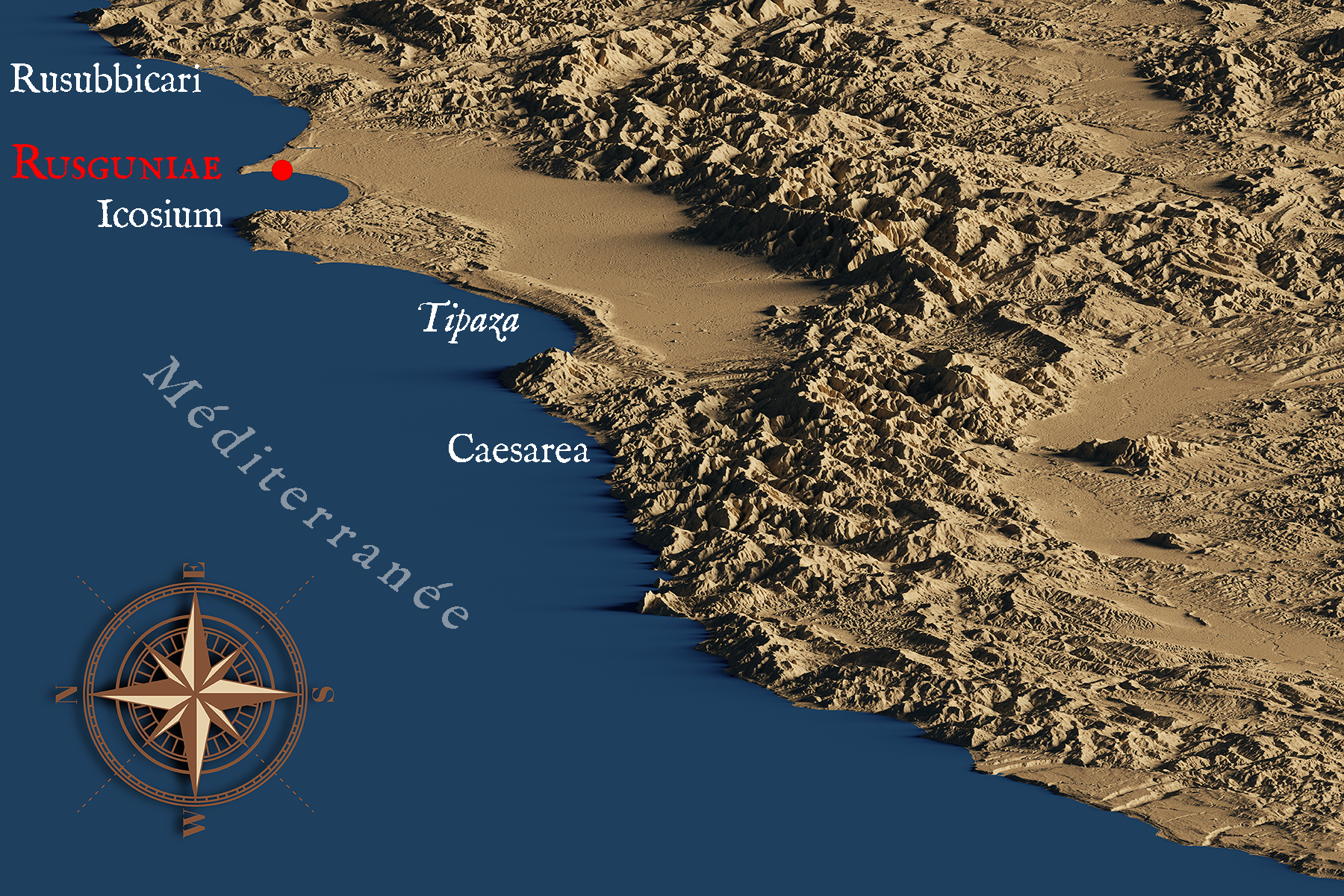
Vue d'ouest en est de la côte algérienne visualisant la position de Rusginiae (en rouge)

## Histoire
Depuis la nuit des temps, la région a été peuplée, avec des découvertes signalées d’artefacts moustériens et néolithiques au niveau des falaises du cap Matifou,,.
Rusguniae, située au nord-est de la baie d’Alger et abritant la base punique de Tamentfoust, tire son nom de l’expression « Cap du Francolin »,,. Berbrugger propose comme origine du nom un mot berbère latinisé par les Romains, évoquait le « cap du Sommeil » ou « cap des dormeurs », en référence à une interprétation locale du thème très populaire des dormants d’Éphèse. Mouloud Mammeri propose que Rusguniae soit composé de deux racines : l’une, rus phénicienne (le cap), et l’autre, agouni berbère (la falaise). Selon encore une autre interprétation[réf. souhaitée], Rusguniae serait un toponyme combinant « Rus » pour cap en phénicien et « Guniae », probablement les Gunian de Yaggounen berbère.
Salama rappelle que Rusguniae existait déjà à la fin du IVe siècle avant notre ère, alors que la fondation d’Icosium ne peut remonter avant le IIe siècle av. J.-C. Le processus de colonisation romaine à Rusguniae semble indiquer une concurrence, avec des intérêts continentaux plutôt que maritimes. La baie d’Alger offre un accès à la plaine de la Mitidja et à la vallée du Chélif, plus facilement accessible depuis Rusguniae que d’Icosium. Ceci, combiné au statut probablement plus important d’Icosium, a pu conduire à choisir Rusguniae pour l’installation romaine, évitant ainsi une concurrence directe.

### Époque punique
Lancel liste Rusginiae dans les comptoirs phéniciens qui « s’échelonnent assez régulièrement tous les 30 ou 40 km » le long du littoral algerien« . Elle constituait l’un des points de relais essentiels pour le cabotage le long de la façade maritime nord du Maghreb antique. L'empire maritime de Carthage n’a pourtant laissé aucune ruine. Salama souligne toutefois « l’abondance exceptionnelle de fragments d’amphores mêlées, de datation comprise entre le IIe siècle av. J.-C. et le VIIe siècle de l’ère chrétienne, prouv[ant]  une fréquentation importante et continue du site côtier ». En outre, environ 100 stèles puniques et néo-puniques ont été découvertes dans la région.

### Époque romaine
À l’issue des guerres civiles de la fin de la République, et du fait d’un interrègne dans le royaume maurétanien, Auguste fit méthodiquement choisir un certain nombre de positions côtières et subcôtières pour y établir des colonies de vétérans, bases de départ d’une future annexion du territoire. La colonisation de Rusguniae par la légion IX Gemella a précédé l’an 27 ap. J.-C.,. La liste de ces colonies, déjà formulée dans la documentation de Pline l’Ancien, se vérifie aisément grâce aux documents épigraphiques (voir plus bas).
Rusguniae a conservé une certaine autonomie administrative par rapport au Royaume mauritanien jusqu’à son annexion en 40 ap. J.-C., avant de s’intégrer dans la province de Césarienne. L’Itinéraire d’Antonin, datant de la fin du IIe siècle, la place normalement sur la route du littoral, avec des bornes milliaires témoignant d’un entretien permanent, ainsi qu’une route de montagne menant à la région d’Auzia accessibles depuis la cité.
Les habitants de Rusguniae, descendants des vétérans d’Auguste, étaient inscrits dans la tribu Quirina. Les institutions révélaient la présence de décurions, d’édiles, de duovirs et de duovirs quinquennaux. Certains citoyens étaient également des personnages d’importance, comme en témoigne l’histoire de L. Decius Honoratus, décurion dans les villes de Rusguniae et de Tigava, qui a secouru la population de Rusguniae pendant une famine en l’an 164.
Pour cette première période de l’histoire de la ville, les découvertes céramiques indiquent des importations abondantes de céramique campanienne, d’Arezzo, puis de La Graufesenque, suivies aux IIe et IIIe siècles par la sigillée africaine. Les découvertes sous-marines de la même époque sont encore plus impressionnantes. Les relations maritimes de Rusguniae avec toute la Méditerranée occidentale sont mises en lumière : l’importation de vins italiens débute dès les IIe-Ier siècles av. J.-C., suivie par celle de garum et d’huile d’Espagne aux premier et deuxième siècles, puis des mêmes produits en provenance de tous les rivages de la Proconsulaire. Il convient de noter que, bien que Rusguniae n’ait été qu’un mouillage aménagé et non un véritable port construit, cela n’a pas affecté l’activité maritime locale.
Malheureusement, la ville a également été confrontée à des périodes difficiles. Bien que l’étendue territoriale de la « guerre des Maures » sous Antonin le Pieux reste indéterminée, la révolte indigène du milieu du IIIe siècle, connue sous le nom d’« Insurrection de 253 », a aussi profondément perturbé la zone de Rusguniae. Les données épigraphiques et numismatiques permettent aujourd’hui une meilleure compréhension du théâtre des opérations. Le trésor de sesterces découvert en 1943 dans la sablière du Cap Matifou (voir plus pas), probablement issu d’une villa romaine située à moins de deux milles à l’ouest de la ville, témoigne d’une panique quasi-généralisée dans la province de Maurétanie Césarienne, avec une poussée dangereuse vers la Numidie et même le nord de la Proconsulaire. Il semble que la dissidence ait été généralisée, y compris le tout proche Atlas Mitidjien et la capitale Caesarea. Ces événements auraient duré au moins sept ans, de 253 à 260. C’est dans ce contexte que Rusguniae apparaît dans des inscriptions d’Auzia, révélant que deux artisans de la victoire romaine ont commandé une même unité de supplétifs, les Equités Mauri, et ont simultanément assumé les fonctions de décurion dans les colonies d’Auzia et de Rusguniae.
Une nouvelle période d'alerte survint rapidement avec le début de la "Guerre de Firmus" en 372, où de nombreuses villes de la route côtière furent attaquées. Les récits des événements, rapportés par Ammien Marcellin et confirmés par Saint Augustin, mentionnent les soumissions de Rusubbicari et d'Icosium, l'échec de la rébellion face à Tipasa, ainsi que la chute de la capitale Caesarea et de Cartennas. Rusubbicari et Icosium encadrent Rusguniae, la cité se retrouva donc, au minimum, en première ligne.
D’une manière générale, même en Maurétanie, le quatrième siècle a été une période de renouveau pour les cités. Il est très probable que les thermes du Labyrinthe aient été agrandis et embellis vers la fin du siècle. Cependant, les meilleures sources pour ces périodes tardives proviennent de la vie religieuse. Numerianus, évêque catholique de Rusguniae, a assisté à un concile à Carthage en 419,. Au début du Ve siècle, vers les années 400-429, Flavius Nubel, ancien officier des Armigeri iuniores, a fait construire une basilique pour vénérer une relique de la Vraie Croix. Le corps de troupe mentionné appartenait certainement, comme le précise la Notitia Dignitatum, à l’armée d’Afrique. Jusque-là, Rusguniae faisait partie de l’Empire romain, et c’est probablement à la même époque, voire un peu avant, que le premier état de la grande cathédrale à trois nefs a été érigé.
On ne sait pas si les Vandales, lors de leur avancée vers l’est, ont occupé Rusguniae comme ils l’ont fait pour Caesarea et Tipasa. Ce qui est certain, c’est que, contrairement à ce qu’ont présupposé certains, elle ne fut pas ruinée par les Vandalesou les Goths. Une fois devenues indépendantes du pouvoir central romain, de nombreuses villes de Maurétanie Césarienne ont subsisté honorablement, notamment dans la construction d’églises, dont Rusguniae est un exemple. En 484, la liste des évêchés de Maurétanie Césarienne mentionne encore un représentant. Cependant, il est certain qu’à partir de cette période, les institutions municipales ont subi des changements.
Les Byzantins débarquèrent à Carthage en 533 et réorganisèrent l’Afrique par un édit de 534. Ils ne prirent pas le contrôle du pays à l’ouest de Sitifis mais conservèrent quelques positions côtières, Rusguniae étant l’une de ces enclaves. Cette fois-ci, l’administrateur de la ville semble avoir cumulé des fonctions militaires et civiles. Quelques inscriptions funéraires révèlent des titres particuliers : un Flavius Ziper est mentionné en tant que Tribunus Numeri Primorum Felicium Justinianorum, ayant occupé la fonction de agens tribunatu de Rusguniae pendant douze ans. L’allusion au corps de troupe situe ce texte au VIe siècle. Dans le réaménagement byzantin de la cathédrale, quatre épitaphes mentionnent un évêque Lucius, dont la datation est incertaine, suivi de Mauricius, Magister militum (fonction visiblement locale), décédé entre les années 551 et 556. L’épitaphe de sa fille, Patricia, ne porte pas de date. Sa seconde fille, Constantina, décède en 605, et son épitaphe énumère le nom et le titre de son père, précisant qu’il fut le restaurateur de la basilique, qui était elle-même en ruines. L’allusion à une dévastation antérieure n’est pas surprenante, étant donné les agressions cycliques subies par la région de Rusguniae par les montagnards voisins, sinon lors de tourmentes générales. Plusieurs indices témoignent de ces périodes tardives.
Malgré ces alertes répétées, la ville continua d’affirmer son existence. La taille des nécropoles tardives indique qu’elle était toujours peuplée, comme en témoignent de nombreux indices. La cathédrale fut agrandie et embellie, la monnaie continuait de circuler, et surtout, l’activité maritime persistait. Le nombre impressionnant d’amphores découvertes cité plus haut comprenait tous les types africains utilisés aux VIe et VIIe siècles en Méditerranée occidentale, avec des cargaisons principalement composées d’huile et de saumures.
La question de savoir si la chute des Byzantins a entraîné l’oubli de cette période reste sans réponse. Cette période « obscurcie » nous est mal connue. Des tessons musulmans datant du haut Moyen Âge ont été découverts en mer. Les géographes arabes ne font référence qu’à des vestiges agonisants sur le site. Leur démantèlement va commencer. Alger, triomphante, élimine toute présence voisine.

### Époque médiévale et moderne
Au XIIe siècle le géographe arabe Al-Idrīsī décrit les ruines de Rusguniae comme « [...] une ville petite et ruinée. Les murs d’enceinte sont presque entièrement renversés, la population peu nombreuse ; on dit que c’était autrefois une très grande ville et on y voit encore les restes d’anciennes constructions, de temples et de colonnes en pierre. »
Durant l’expédition contre Alger en octobre 1541, Charles Quint tint un conseil de guerre parmi les ruines de l’antique Rusgunia. Dans le sillage de cette expédition, Marmol la décrit au comme étant une ancienne ville en splendeur du temps des Romains dans le port duquel mouillent les vaisseaux d’Alger. L’auteur signale que ses ruines ont été réutilisées dans la construction d’Alger. Une chronique espagnole du   contemporaine des prédedentes y reporte des « maisons, temples et aqueducs antiques qui sont nombreux, grands et beaux », ce qui semblerait peu probable au vu des autres déscriptions contemporaines. Shaw décrit ses ruines en 1757, et souligne que ses restes ont été pillées pour la construction d’Alger.
La proximité d’Alger, où le développement urbain s’est considérablement accru à l’époque ottomane (et encore davantage après la conquête française), a porté un coup fatal à cette ancienne ville. Elle a servi de carrière pendant de nombreux siècles, et de nos jours, des constructions modernes ont en partie recouvert son emplacement.

## Archéologie

### Description de Berbrugger (1837)
Dans sa description du début de la colonisation française, Louis Adrien Berbrugger éclaire l’importance historique de Matifou, y inclus Rusgunia, qui recèlerait des traces archéologiques significatives, notamment des inscriptions latines et des vestiges de constructions antiques. Ailleurs, Berbugger décrit quelques vestiges de bâtiments entourant autrefois la cité romaine de Rusgunia, tels que des murs et des tranchées du rempart. Les débris d’un aqueduc et d’un château d’eau auraient également été visibles. Contrairement à ses attentes, les vestiges ne présentent pas de rangées impressionnantes d’arcades, mais plutôt un conduit simple en ciment, parfois recouvert de tuiles épaisses.

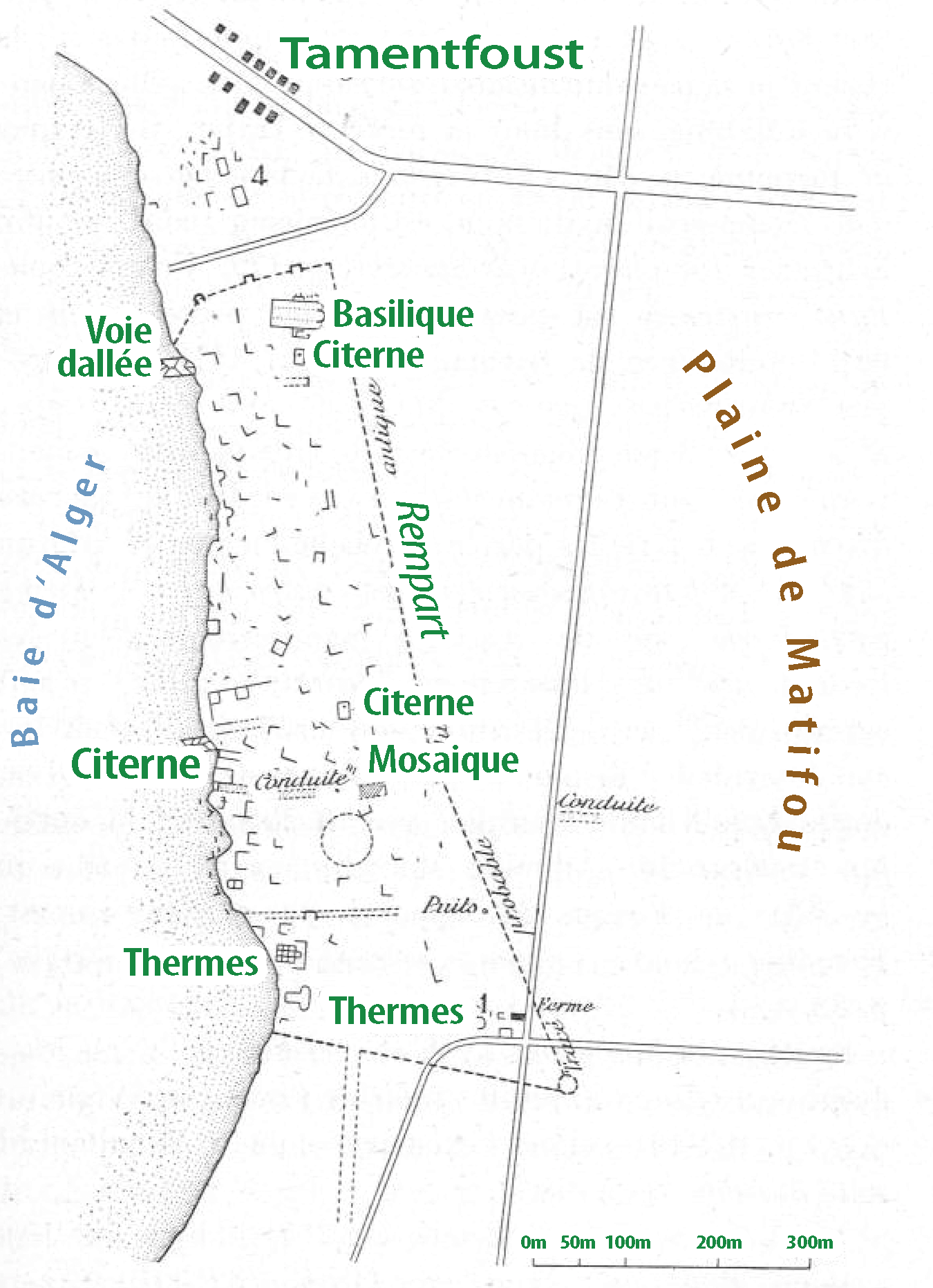
Plan de Rusguniae, adapté de Chardon

### Les milliaires
L’information épigraphique la plus importante concernant Rusguniae provient de trois bornes placées au second mille de la voie romaine Rusguniae-Icosium, et qui transcrivent la titulature complète de la ville : COL(onia) IUL(ia) PONTIF(?) CL(?) RUSG(uniae) IIIIV LEG(ionis). L’empereur Elagabal est honoré sur deux de ces milliaires (martelés), qui font également référence au titre d’ANTONINIANA (également martelé).
On a longtemps hésité à proposer une interprétation valable des énigmatiques abréviations PONTIF et CL (12). Selon Salama, dans le premier cas, on ferait allusion au Grand Pontificat, détenu jusqu’en 12 av. J.-C. par Lépide, même après son éviction. La Neuvième légion aurait donc appartenu primitivement à Lépide. Malheureusement, l’abréviation CL reste insoluble, Salama, rejette les interprétations Claritas ou Classica. La troisième inscription ajoute le qualificatif GEMELLA, peut-être liée à legio VIIII Gemella reste énigmatique,. Cependant, on sait qu’elle découlait, comme de nombreuses autres, de la libération des légions d’Antoine, Octavien et Lépide, avant l’année 25 av. J.-C., date du rétablissement de la dynastie royale au profit de Juba II.

### Les fouilles de Chardon (1899-1900)
Les fouilles menées par Chardon (1899-1900) ont offert des perspectives sur la cité romaine de Rusguniae que la destruction subséquente du site ne permettent plus, cf. son plan du site ci-joint. Malgré les pertes causées par l'érosion maritime, les vestiges révélèrent une basilique, des thermes et de nombreuses sépultures, témoignant de son importance cruciale dans le tissu urbain de l'époque romaine en Afrique du Nord. Fondée par les Romains dans une zone côtière offrant un mouillage stratégique pour leurs navires, Rusguniae illustre la valeur stratégique de cette région, malgré les défis géographiques. Bien que partiellement engloutie par la mer et touchée par les séismes, la cité conservait au moment des fouilles des vestiges remarquables, une réalité qui contraste avec son état actuel.

#### La basilique
La basilique, orientée d’ouest en est, révélait une architecture relativement simple, caractérisée par des murs en maçonnerie de blocs et des pierres de taille aux angles. Ses dimensions s’étendaient sur 34,80 mètres de longueur et 20 mètres de largeur, avec une épaisseur moyenne de 0,65 mètre. Originellement composée de trois nefs, l’église avait subi des altérations au fil du temps, notamment lors de sa rénovation sous la domination byzantine supervisée par un certain Mauricius.
L’abside, surélevée de 0,95 mètre, arborait initialement une forme semi-circulaire et était flanquée de deux sacristies. Des traces d’escaliers suggéraient un accès à l’abside depuis chaque côté de l’édifice. La voûte, gravement endommagée, révélait un processus de construction intéressant, avec l’utilisation de grandes jarres remplies de pierres, de gros cailloux et de mortier.
Des modifications architecturales distinctes témoignaient de deux phases de construction, une première caractérisée par un travail plus méticuleux, suivie par une seconde marquée par des méthodes plus rudimentaires, probablement à cause des « invasions barbares et des guerres civiles » ayant affecté la région. La restauration de la basilique par Mauricius (voir ci-bas) avait impliqué l’utilisation de matériaux recyclés, notamment des colonnes et des chapiteaux provenant de bâtiments païens antérieurs.
La basilique reconstruite présentait cinq nefs, avec des colonnes réduites pour s’adapter à la nouvelle configuration. Des piliers massifs, des chapiteaux élaborés et une variété d’éléments architecturaux témoignaient de la richesse et de la diversité des matériaux utilisés. Des fragments de stèles votives et des inscriptions offraient un aperçu de la vie quotidienne et spirituelle de la communauté fréquentant cet édifice.
Les fouilles archéologiques avaient également révélé des éléments structurels tels que des portes, des escaliers, des niches et des contreforts, suggérant une utilisation complexe de l’espace autour de la basilique. Malgré les dommages subis au fil des siècles, l’ensemble architectural fournissait une fenêtre fascinante sur l’évolution de l’architecture chrétienne en Afrique du Nord.
Des sondages effectués dans le sous-sol suggèrent que la basilique a été érigée sur les vestiges d’un autre édifice chrétien du IVe siècle, faisant selon Chardon de ce lieu de culte l’un des plus anciens en Afrique.

#### Sépultures
Dans les collatéraux de la basilique, Chardon avait découvert plusieurs sépultures. À droite, près du diaconicum, se trouvait la tombe d’un certain Mauricius, vraisemblablement un officier supérieur et peut-être le gouverneur militaire de Rusguniae. La tombe, ouverte lors des fouilles, était constituée de deux rangées de pierres de taille recouvertes de quatre grandes dalles. À l’intérieur, l’enduit de mortier enveloppait un squelette complet. Une forte odeur d’aromates laissait entrevoir un possible embaumement, bien que cette pratique fût rare chez les chrétiens. Près du crâne, une petite fiole en verre contenant un dépôt brun d’huile sacrée provenant d’un tombeau de martyr avait été trouvée. Aucune trace de cercueil n’avait été détectée.
Plus bas, du même côté, se trouvaient deux autres tombes, l’une marquée d’une simple croix de cubes de couleur noyés dans le ciment. Les pierres de ce caveau étaient affaissées, mais des clous en cuivre et en fer ainsi que des débris de cercueil en bois avaient été récupérés à l’entrée. Conformément à la coutume chrétienne, les défunts étaient enterrés avec la tête orientée vers l’Est, tandis que les épitaphes étaient lues du même côté.
Le long des collatéraux gauche, trois autres tombes avaient été mises au jour. Dans la première, en face de la porte menant au baptistère, reposait un évêque. L’inscription, correspondant aux dimensions du tombeau, était réalisée avec des cubes noirs et blancs fixés dans le ciment frais, sans liaison de mosaïque entre eux.

#### Thermes
À la suite de l’effondrement de la falaise, la partie centrale des thermes de Rusguniae avait été dégagée, révélant des structures de l’ancien complexe thermal. Parmi elles, les hypocaustes et le deambulatorium persistaient, témoignant de la conception romaine avancée pour les thermes. Une salle pavée de mosaïques fines avait été mise au jour, accompagnée de lampes en terre cuite ornées d’oiseaux et de cavaliers, dont l’une portait le monogramme d’un fabricant.
Près de la falaise, un espace pavé de mosaïque avec une rigole pour l’écoulement des eaux soulignait la sophistication de l’infrastructure hydraulique. Les murs des thermes, construits en maçonnerie de gros blocs et renforcés par des couches de briques rouges, témoignaient de leur ancienneté par rapport à d’autres structures environnantes. Malgré les dommages causés par le temps, les thermes subsistaient partiellement, laissant entrevoir la possibilité de découvertes supplémentaires.

### Mosaïques
Le dégagement de l’église, en janvier 1900, a été accéléré, peut-être par la hâte de rapidement réclamer la propriété scientifique par Chardon. Malheureusement, la fouille des tombeaux, sans précaution pour les mosaïques qui les surmontaient, entraînera leur dégradation. Nous disposons toutefois d’un relevé de ces dernières, que Noël reproduit.
Le tableau principal, désormais exposé au Musée d’Alger, présente des dimensions imposantes (2,90 m x 2,30 m). Intitulé officiellement « Le Bon Pasteur trayant ses brebis », il est en piètre état, notamment aux endroits les plus intéressants sur le plan iconographique. Des éléments tels que les contours et le costume du berger semblent globalement complets selon le relevé cité ci-haut. Dans la partie basse du tableau, deux béliers affrontés, séparés par un pied de rosier fleuri, sont encore complets. Cependant, certaines parties, comme la hutte en haut à gauche, ne sont plus que des taches sombres, et des éléments tels que le berger portant un agneau sur ses épaules sont largement endommagés, ne laissant que des parties fragmentaires visibles. Même la brebis traie par un autre berger est incomplète, ne conservant que quelques parties reconnaissables.
Un autre panneau, conservé au Louvre,, montre un bélier couché et une brebis accompagnée d’un agneau. Bien que les descriptions précises soient rares, ce panneau semble également avoir souffert de dommages, avec des inexactitudes dans la représentation spatiale des animaux.
Trois autres petits panneaux étaient initialement prévus dans le même ensemble, bien que leur destinée finale reste incertaine. Ils auraient probablement été conservés par les propriétaires du domaine. Enfin, d’autres fragments de la mosaïque sont dispersés, certains sont restés en Algérie tandis que d’autres ont été transférés en France. Ces fragments présentent des représentations de moutons, de poissons et peut-être même des éléments de bordure. Cependant, leur état actuel et leur localisation précise demeurent difficiles à déterminer.

## Trésor numismatique
En août 1943, un groupe de soldats américains, présents dans le cadre de l’opération Torch, fut chargé de travaux de terrassement sur la plage. Le bulldozer rencontra une petite butte de terre le long de la plage, libérant une urne ou un vase en terre, dans laquelle furent découvertes des pièces de monnaie romaines.
Ce trésor, acquis en 1946 par la société numismatique américaine, se compose d’un total de cent trente sesterces, réparti sur une période d’environ cent cinquante ans. Soixante-quatre de ces pièces datent des règnes de Nerva à Commode, couvrant ainsi la fin du premier siècle et la fin du deuxième siècle, tandis que les soixante-six sesterces restants appartiennent au troisième siècle, de Septime Sévère à Trulia Soaemias.
Quant à la période de l’enfouissement du trésor, il est à noter que le dernier empereur représenté est Trajan Dèce, régnant de l’automne 249 après J.-C. jusqu’à la mi-251. Seules deux pièces de Dèce sont présentes dans le trésor. Cela suggère que le trésor a été enfoui avant que son propriétaire n’ait pu acquérir un grand nombre de pièces de ce souverain, et que Dèce était encore au pouvoir au moment de l’enfouissement. Sur cette base, il semble plausible de conclure que le trésor a été enfoui en 250 après J.-C., probablement vers la fin de l’été ou au début de l’automne.
Concernant les circonstances de l’enfouissement du trésor, il est tout à fait possible de considérer que celui-ci pourrait être lié à la période de persécution des chrétiens sous le règne de Dèce, entre janvier et juillet 250, voire dans les mois suivants. Toutefois, sans éléments concrets, il est difficile d’affirmer avec certitude les raisons de cette dissimulation.